# Đội tuyển bóng đá bãi biển quốc gia Peru
Đội tuyển bóng đá bãi biển quốc gia Peru đại diện Peru ở các giải thi đấu bóng đá bãi biển quốc tế và được điều hành bởi FPF, cơ quan quản lý bóng đá ở Peru.

## Đội hình hiện tại
Chính xác tính đến tháng 3 năm 2018
Ghi chú: Quốc kỳ chỉ đội tuyển quốc gia được xác định rõ trong điều lệ tư cách FIFA. Các cầu thủ có thể giữ hơn một quốc tịch ngoài FIFA.
| Số | VT | Quốc gia | Cầu thủ          |
| -- | -- | -------- | ---------------- |
| 1  | TM | Perú     | Ignacio Drago    |
| 2  | TV | Perú     | Oswaldo Rivas    |
| 3  | TV | Perú     | Rodolfo Maurtua  |
| 4  | HV | Perú     | Yomar Pérez      |
| 6  | TV | Perú     | Andy Moscoso     |
| 7  | TV | Perú     | Sócrates Moscoso |

| Số | VT | Quốc gia | Cầu thủ              |
| -- | -- | -------- | -------------------- |
| 8  |    | Perú     | Juan Paulino Burga   |
| 9  |    | Perú     | Alex Valera          |
| 10 | TĐ | Perú     | Juan Cominges        |
| 11 | TĐ | Perú     | Billyvardo Velezmoro |
| 12 | TM | Perú     | Carlos Torres        |
| —  |    | Perú     | Luiggi Muchotrigo    |

Huấn luyện viên: Chicao (Francisco Franco de Almedia Castelo Branco)

## Thành tích

### Thành tích
- Thành tích tốt nhất tại Giải vô địch bóng đá bãi biển thế giới: Á quân
  - 2000
- Thành tích tốt nhất tại Mundialito de Futebol de Praia: Á quân
  - 1998

### Giải vô địch bóng đá bãi biển thế giới
BSWW World Ranking= 39 (Kết quả tính đến ngày 21 tháng 11 năm 2008)
| Năm                                       | Vòng                     | Năm         | Vòng                     |
| ----------------------------------------- | ------------------------ | ----------- | ------------------------ |
| Brasil 1995                               | Không tham dự            | Brasil 1996 | Không tham dự            |
| Brasil 1997                               | Không tham dự            | Brasil 1998 | Hạng tư                  |
| Brasil 1999                               | Hạng tư                  | Brasil 2000 | thứ 2                    |
| Brasil 2001                               | Hạng 7                   | Brasil 2002 | Không tham dự            |
| Brasil 2003                               | Không tham dự            | Brasil 2004 | Vòng bảng                |
| Brasil 2005                               | Không vượt qua vòng loại | Brasil 2006 | Không vượt qua vòng loại |
| Brasil 2007                               | Không tham dự            | Pháp 2008   | Không vượt qua vòng loại |
| Các Tiểu Vương quốc Ả Rập Thống nhất 2009 | Không vượt qua vòng loại | Ý 2011      | Không vượt qua vòng loại |
| Tahiti 2013                               | Không vượt qua vòng loại | 2015        | Không vượt qua vòng loại |
| Bahamas 2017                              | Không vượt qua vòng loại | TBA 2019    | TBD                      |